# Reuchlin-Preis
Der Reuchlinpreis ist eine von der Stadt Pforzheim 1955 anlässlich des 500. Geburtstages des bedeutendsten Sohns der Stadt gestiftete und seither in der Regel zweijährlich in Kooperation mit der Heidelberger Akademie der Wissenschaften für eine hervorragende deutschsprachige Arbeit auf dem Gebiet der Geisteswissenschaften verliehene Auszeichnung. Er ist nach dem in Pforzheim geborenen Humanisten der Renaissance, Johannes Reuchlin, benannt und mit 10.000 Euro dotiert (Stand 2018).

## Preisträger
- 1955: der Historiker Werner Näf
- 1957: der evangelische Theologe Rudolf Bultmann
- 1959: der Kunsthistoriker Hans Jantzen
- 1961: der Kulturhistoriker Richard Benz
- 1963: der Altphilologe Wolfgang Schadewaldt
- 1965: der katholische Theologe Karl Rahner
- 1967: der Soziologe Erich Preiser
- 1969: der Religionswissenschaftler Gershom Scholem
- 1971: der Philosoph Hans-Georg Gadamer
- 1974: der Historiker Reinhart Koselleck
- 1978: der Rechtswissenschaftler Ernst-Wolfgang Böckenförde
- 1980: der Politologe Dolf Sternberger
- 1983: der Kunsthistoriker Jan Białostocki
- 1986: die Altphilologin Leiva Petersen
- 1989: der Altphilologe Uvo Hölscher
- 1991: der Althistoriker Christian Habicht
- 1993: der Philosoph Werner Beierwaltes
- 1995: der Germanist Albrecht Schöne
- 1997: der Altphilologe Albrecht Dihle
- 1999: der Archäologe Paul Zanker
- 2001: die Orientalistin Annemarie Schimmel
- 2003: der Politikwissenschaftler Wilhelm Hennis
- 2005: der Historiker Arnold Esch
- 2007: der Historiker Christian Meier
- 2009: der Historiker Gottfried Schramm
- 2011: der Archäologe Hermann Parzinger
- 2013: die Theologen Karl Lehmann und Wolfgang Huber
- 2015: der Judaist Peter Schäfer
- 2018: die Historikerin Barbara Stollberg-Rilinger
- 2022: die Islamwissenschaftlerin Katajun Amirpur
- 2025: der Historiker Karl Schlögel[1]